# 第104回全国高等学校サッカー選手権大会
令和7年度 第104回全国高等学校サッカー選手権大会は2025年12月28日から2026年1月12日まで首都圏各地で開催される予定の大会である。

## 概要
主催団体である「民間放送43社」の幹事局である日本テレビ放送網が2025年7月30日に、セルティックFC所属の前田大然が応援リーダーに就任すると共に、「12月28日開幕、2026年1月12日決勝戦」という大まかなスケジュールをリリースした。なお、前田は第100回記念大会でも応援リーダーの一人を務めていた。